# 紐特·斯卡曼德
紐特·阿提密斯·菲多·斯卡曼德（英語：Newton Artemis Fido Scamander），是英國作家J·K·羅琳所著作的兒童奇幻故事系列《怪獸與牠們的產地》中的虛構主角。
最初，紐特·斯卡曼德是《哈利波特》系列中的一名魔法動物學家，他於裡只是提到作為編寫及出版奇獸飼育學課本《怪獸與牠們的產地》的作者，而該書籍成為了霍格華茲一年級新生的必備課本。然而紐特本人並沒有正式出現於該系列的七部小說和電影中，僅在第一輯小說及電影中提及到，以及僅在電影中的劫盜地圖裡出現的名字。
2001年，J.K.羅琳以「紐特·斯卡曼德」為筆名編寫了該虛構教科書的真實版本。
2016年，在以這本書為靈感的電影系列中，紐特·斯卡曼德成為了該系列的主角，並由艾迪·瑞德曼飾演。

## 角色設計
羅琳把紐特描述為一個局外人，她說：
|  | 我心目中的英雄總是那些感到自己被孤立、被污名化或被別人排斥的人。這是我大部分作品內容的核心，而這肯定是《怪獸與牠們的產地》的核心。 |

紐特·斯卡曼德從小就對魔法動物產生了濃厚的興趣，並最終成為了一名魔法動物學家。他認為自己跟自己所有的魔法生物和怪獸都有著極其緊密的聯繫，並且總是捍衛著牠們。
據推測，羅琳透過結合跟動物相關的術語來創造角色的名字—這角色的暱稱「紐特」是一種類蜥蜴生物的名字；他的首個中間名「阿提密斯」是主宰狩獵、荒野和野生動物的希臘女神的名字；而他的第二個中間名「費度」於拉丁語中的字面意思為「我相信」，強調了紐特·斯卡曼德在霍格華茲裡的忠誠學院—赫夫帕夫這個事實；而「費度」也是寵物犬的俗稱；其姓氏「斯卡曼德（Scamander）」聽起來很像魔法動物「火蜥蜴（Salamander）」的名稱，牠們是魔法世界中的小型火蜥蜴。
哈利·波特跟紐特·斯卡曼德兩個是截然不同的主角人物——哈利有時魯莽、大膽、脾氣暴躁；而紐特通常保持平和與冷靜。哈利是個天生的領導者，在霍格華茲結下了終生牢不可破的友誼；紐特是一個獨來獨往的人，由於他跟莉塔·雷斯壯（Leta Lestrange）建立的一段親密友誼因「困難重重的情況」而結束，他總是認為自己是孤獨的人。然而，紐特與哈利也有相似之處，因為他們都勇敢、謙遜、忠誠、保護弱者、跟魔法部不和，並且兩者都為正確的事情而戰。哈利與紐特都「被選中」跟邪惡作鬥爭——哈利被命運選中（並且被鄧不利多說服），極不情願的紐特也被鄧不利多說服跟葛林戴華德對戰。紐特也跟妙麗·格蘭傑有些相似，因為兩者都是聰明和善於推理的人與改革者，而且還是帶著「不尋常行李箱」的人。

## 人物性格與特徵
紐特·斯卡曼德在1897年2月24日生於英國，他是一位性格內向的英國巫師和魔法動物學家，由於他的母親飼養鷹馬（Hippogriff）的關係，使他從小就對魔法動物產生了興趣，這也對他產生了不少的影響，讓他認為跟魔法動物相處相比與人類相處更為舒適。

### 外表

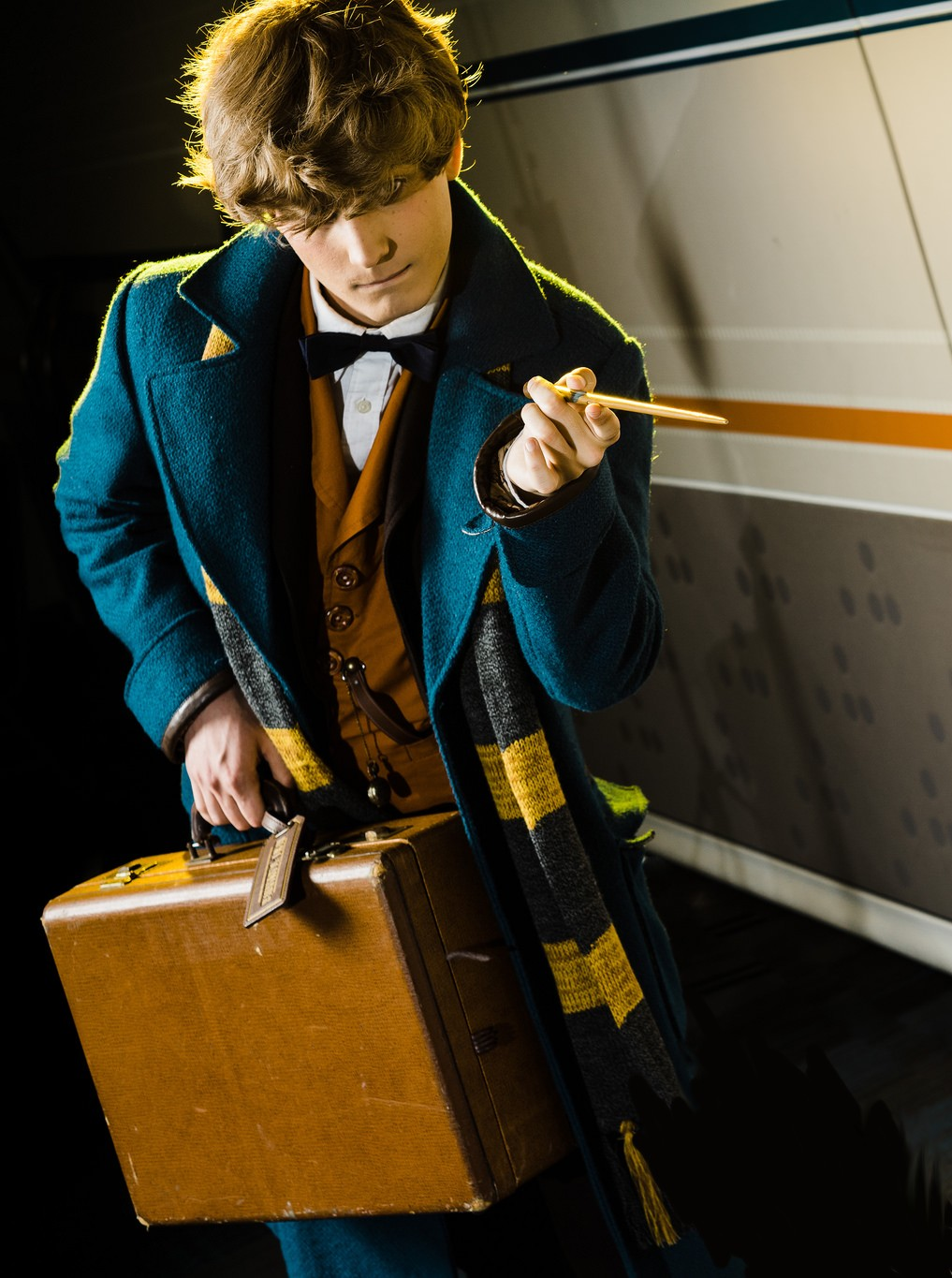
一個正在扮演紐特·斯卡曼德的人。

紐特·斯卡曼德是一位高個子巫師，他有著棕色頭髮和榛子般淡褐色的眼睛。紐特幾乎總是穿著他那件緊身的單排鈕扣孔雀藍色大衣，那件大衣一直蓋至其膝蓋。紐特的主要穿著風格還包括其深棕色西裝外套和褲子、焦橙色背心、象牙白襯衫、小領結和小牛皮及膝皮靴，這些都是他在世界各地旅行時飽經風霜的裝束。
作為一名神奇動物學家，紐特的外套裡的各個口袋中裝著他的各種魔藥藥水和長生不老藥，他總是時刻作好準備。偶爾，人們也會看到他戴著赫夫帕夫學院黑黃相間的羊毛圍巾。

### 性格
飾演紐特·斯卡曼德的艾迪·烈明尼表達了他對紐特·斯卡曼德可能患有自閉症譜系的看法。紐特在社交方面很笨拙，他在人類周圍有點古怪和內向，他更好地跟動物聯繫，因此他在動物周圍感覺更自在。紐特與他的魔法動物的關係有時會優先於他跟其他人類的關係。然而，紐特並不缺乏對人類的同理心，因為他相信麻瓜力量的信念，以及他跟麻瓜雅各·科沃斯基的非凡友誼，這反映了某個阿不思·鄧不利多的某個方面。
紐特不怕表現出其軟弱、脆弱或其他情緒。他盡可能避免暴力的出現，例如當他以善良、理解和同情的天性來安慰受到暴力干擾的闇黑怨靈少年—魁登斯·巴波。紐特受到其前任校長阿不思·鄧不利多的稱讚，因為他總是做正確的事而不會追求權力或榮耀。
紐特擁有科學家的眼光和對魔法生物知識的渴求，其動機是保護牠們並教育其他人了解牠們。紐特著迷於各種魔法生物—那些讓巫師和女巫深感恐懼的生物，這使他「跌跌撞撞」地闖進了危險的心臟地帶，尤其是當涉及到神秘的魔法生物物種的時候。

### 魔法能力與技巧
紐特於符咒學方面的專長可見於他能夠在他的手提箱內部施展高階的無痕伸展咒，以擴大其內部空間來容納無數來自不同原生棲息地的魔法生物。他還能夠施展氣象咒來創造獨立的自然棲息地，供魔法生物生存。他甚至能夠創造一個魔法泡泡來容納和維持闇黑怨靈，即使在其宿主死後也是如此。他還能夠成功地使用跟蹤咒，用以跟蹤蒂娜。
紐特對草藥學和治療方面特別具天賦，因為他能夠從魔法植物和魔藥中製備藥物—例如他能夠透過植物和各種瓶子的內容物迅速製作出一種藥膏，以控制雅各被海葵鼠（Murtlap）咬傷後的嚴重反應。紐特還照料魔法植物群並且熟悉其特性，他把它們置於其魔法手提箱裡的小屋架子上，作為架子上的幾盆盆栽植物。變身水被認為是一種極難製作的魔藥。自紐特能夠成功地調製出該魔藥，那麼說明他在魔藥製作方面也很熟練。
紐特·斯卡曼德的魔杖由相當不尋常的材料組成：魔杖的木頭是由熱帶酸橙樹製成的，而魔杖的杖芯則由貝殼和骨頭製成。紐特的幻形怪是一張辦公桌，因為他最害怕的就是不得不在辦公室工作。當作者羅琳在Twitter上被粉絲詢問紐特的護法咒形態時，她為了留下懸念而沒有透露。

## 人物傳記

### 早年
紐特在11歲時就讀於霍格華茲，並且獲分派至赫夫帕夫學院。他跟一名史萊哲林的同級女孩莉塔·雷斯壯（Leta Lestrange）的建立了親密的友誼，他分享了其對魔法動物的興趣與作為局外人的自卑情結。紐特與莉塔一起探索魔法動物，並享受著彼此的陪伴，兩人逐漸墜入愛河。莉塔的一項涉及魔貂（Jarvey）的實驗意外危及到人類的性命。紐特為莉塔的行為承擔了責任，代替她遭到學校的開除。因此，紐特對莉塔懷恨在心，但仍然深愛著她。當時其黑魔法防禦術教授阿不思·鄧不利多由於堅持認為其心愛的學生是無辜的，因此他極力地替紐特辯護，然而紐特最後被開除，但因鄧不利多的影響而獲允許保留其魔杖。
大約在1914年到1918年間，紐特於肄業並離開學校後，他在第一次世界大戰期間在東部前線服役，參與一項涉及烏克蘭鐵腹龍的魔法部機密計劃。然而，由於那些龍只對紐特作出回應，同時牠們試圖吃掉其他的龍，因此該計劃被取消。後來，紐特加入到魔法部工作，他先在家庭小精靈重新安置辦公室度過了「枯燥之極」的兩年，後來他被調任至畜牲部，該部門終於讓他對於魔法動物的知識有了用武之地，並因其對魔法生物的了解而獲得多次晉升。然而，紐特的職業選擇並不獲其家人賞識。
1918年，成為了魔法動物學家的紐特在默默然圖書公司的奧古斯都·沃姆（Augustus Worme）先生的堅持和說服下，他接受其委託並運用其對魔法動物的廣博知識來撰寫並製作一本關於魔法生物的書籍—《怪獸與牠們的產地》，並為此計劃到世界各地四處遊歷以研究並記錄著各種稀奇古怪的魔法生物。

### 怪獸與牠們的產地
1926年，紐特·斯卡曼德被霍格華茲開除後，他為了把其雷鳥法蘭克放歸其棲息地而到紐約作短暫停留。紐特隨身帶著一個魔法擴展的手提行李箱，內裡載著他從環遊世界旅程期間遇到的各種魔法生物。在一連串的混亂事件中，紐特的手提箱意外地跟一名有抱負的麻瓜麵包師雅各·科沃斯基的手提箱調換了；雅各打開了手提箱，意外地把紐特的魔法動物釋放了出來。紐特跟雅各、美國前正氣師蒂娜·金坦，以及蒂娜的破心者妹妹奎妮·金坦一起合作，聯手圍捕所有逃脫的動物。紐特也面臨著來自美國魔法國會（MACUSA）的複雜麻煩事，然而在雅各、蒂娜和奎妮的幫助下，仍然成功地圍捕了所有逃跑了的魔法動物。當奎妮通過她的破心術得知紐特的過去時，她建議紐特繼續前行，並把莉塔·雷斯壯形容為「索取者」。
後來，紐特遇到了一個具破壞性且情緒失常的闇黑怨靈少年魁登斯·巴波，紐特以其善意與仁慈安慰著他。當MACUSA的一眾正氣師攻擊魁登斯並可能把他殺死時，紐特是唯一注意到一縷闇黑怨靈逃跑了（這暗示著魁登斯倖免於難）。紐特揭露了MACUSA的正氣師博知維·格雷維斯是臭名昭著且危險的黑巫師蓋勒·葛林戴華德所偽裝；葛林戴華德隨後被捕。紐特利用他的雷鳥散佈一種魔藥，消除了麻瓜對闇黑怨靈之戰的所有記憶，從而防止魔法世界暴露於麻瓜社區之中。紐特也得到MACUSA的尊重和致歉。事後，紐特向雅各致以深情的告別後，雅各心甘情願地踏進遺忘藥水的雨中。紐特為蒂娜辯護，並為她被解僱的錯誤辯護；此後，蒂娜回到了正氣師的工作崗位。
一個星期後，紐特以匿名的方式把一些銀色的兩腳蛇蛋殼贈予雅各，以幫助他獲批貸款並實現他開設麵包店的夢想。紐特向蒂娜告別，並承諾他會於登上前往英格蘭的船離開之前，親自把其著作送給她。

### 葛林戴華德之罪
1927年，紐特·斯卡曼德的書籍《怪獸與牠們的產地》成為了巫師世界的暢銷書和霍格華茲認可的教科書。與此同時，葛林戴華德逃脫了羈押。作為教授的阿不思·鄧不利多秘密會見了紐特，並要求他追蹤和拯救魁登斯（現在大家都知道他還活著）。由於蒂娜誤以為紐特跟莉塔·雷斯壯訂婚了，以致她正在跟別人約會，而莉塔實際上是跟紐特的哥哥西瑟訂婚了。從奎妮那裡得知蒂娜在跟別人約會的紐特，得知這個消息後感到很失望。
得知蒂娜也在巴黎尋找魁登斯，紐特跟雅各（恢復了關於巫師世界記憶）也前往那裡。由於魔法部對紐特實施了國際旅遊禁令，紐特賄賂了一名港口鑰的販子，並跟雅各以非法的方式到達巴黎。兩人後來跟隨一個名叫尤瑟夫·卡瑪的巫師，卻發現蒂娜被卡瑪扣留為人質。出乎意料的是，卡瑪因眼睛寄生蟲而昏倒，而紐特釋放了自己，雅各和蒂娜。
紐特與蒂娜潛入法國魔法部尋找有關魁登斯過去的信息。紐特逐步地告訴蒂娜指自己沒有跟莉塔訂婚。他笨拙地試圖向蒂娜承認自己已經愛上了她，然而他緊張地脫口而出地說她有「蠑螈的眼睛」，讓蒂娜感到由衷的感動。在雷斯壯家族的墓地，當莉塔坦白過去保護魁登斯免受尤瑟夫·卡瑪傷害的錯誤時，紐特以好朋友的身份安慰懊悔的莉塔。在葛林戴華德追隨者的一次破壞性集會之後，紐特選擇加入對抗葛林戴華德的戰鬥之中，奎妮與魁登斯在心理操縱術之下加入了葛林戴華德的陣營，而莉塔犧牲了自己的性命來拯救他人。
在霍格華茲，紐特把一個由他的玻璃獸從葛林戴華德那裡偷來的小瓶贈送給鄧不利多，當中盛載著鄧不利多與葛林戴華德於年輕時所訂立，以防止他們兩人互相決鬥的血盟；鄧不利多相信它是可以被摧毀的......

### 鄧不利多的秘密
1932年，紐特·斯卡曼德照顧一頭懷孕的麒麟，該麒麟誕下了雙胞胎。葛林戴華德的追隨者們殺害了母麒麟，並抓住雙胞胎的其中一個，葛林戴華德為了獲得預知能力而將其屠殺。然而，紐特把倖存的小麒麟拯救了，並確保牠的安全。
阿不思·鄧不利多委託紐特組建並領導一個小組以挫敗葛林戴華德統治世界的計劃。紐特組建了一個團隊，成員包括他作為正氣師的哥哥西瑟、麻瓜朋友雅各、伊法魔尼的符咒學教授拉莉·希克斯，還有尤瑟夫·卡瑪。紐特按照鄧不利多的吩咐把一根魔杖送給雅各，這讓雅各布又驚又喜。當葛林戴華德被宣告無罪並獲准作為候選人參加即將舉行的巫師最高領袖選舉時，這讓紐特、雅各、拉莉和西瑟都感到震驚。在西瑟被葛林戴華德的追隨者們擊昏並綁架後，紐特潛入德國巫師監獄並營救了他的哥哥。在豬頭酒吧，鄧不利多向紐特透露，指出魁登斯實際上是其弟弟阿波佛的私生子。紐特試圖安慰內咎的鄧不利多，但徒勞無功。然而在離開之前，紐特告訴鄧不利多指他還有機會修正自己的錯誤。
紐特、西瑟、雅各、拉莉與鄧不利多抵達不丹，那裡正在舉行了新的最高巫師領袖選舉。葛林戴華德操縱著選舉並以欺騙手段獲勝。但在魁登斯的幫助下，紐特向外界揭露選擇葛林戴華德的那頭麒麟已經死去，並透過招魂術復活。隨後紐特釋放了剩下的活著的麒麟，那麒麟選擇了另一候選人維森西婭·桑托斯作為新任最高巫師領袖。葛林戴華德跟鄧不利多展開了決鬥，但在兩人的血盟被一連串的咒語打破後，葛林戴華德被激怒並且被打敗而逃跑了。鄧不利多真誠地感謝紐特的幫助；阿波佛接受了垂死的魁登斯並把將他帶回家。當奎妮後悔加入葛林戴華德的陣營並棄暗投明時，她跟雅各結婚了。紐特以雅各的伴郎的身份出席了他的婚禮。紐特看到其戀愛對象蒂娜也在那裡，他感到由衷的說不出話來。他們二人重逢並一起參加雅各與奎妮的婚禮。

### 後來的生活
在全球巫師戰爭結束後，紐特和蒂娜在某個時候結婚了。在工作上，紐特創建了狼人登記冊和實驗性繁殖禁令，他還替巨龍研究與約束局工作。紐特成為了魔法動物界領域的權威，而他所著作的《怪獸與牠們的產地》於出版後非常暢銷，並成為了霍格華茲一年級新生的必備課本。除此以外，紐特還撰寫了適合年輕讀者版本的讀物《兒童怪獸選集》。
1979年，紐特·斯卡曼德因在魔法動物學方面的貢獻而獲授予二等梅林勳章，一款巧克力蛙卡片亦以其名字來命名。
正如裡所描述的那樣，紐特·斯卡曼德於1993年或1994年出於某種不明原因曾經到訪霍格華茲，因此他的名字出現於劫盜地圖上。紐特·斯卡曼德於1990年代退休後，他跟其妻子住在多塞特郡。
紐特與妻子蒂娜有兩名孫子，其中一人是職業博物學家羅夫·斯卡曼德，後來成為了露娜·羅古德的丈夫。不久後，紐特成為了羅夫與露娜的雙胞胎兒子—洛肯和萊桑德的曾祖父。截至2017年，紐特·斯卡曼德仍然「活得很好」。

## 電影描繪
電影系列中，紐特·斯卡曼德的角色由艾迪·烈明尼飾演。然而於此前，即2015年3月，關於麥·史密夫獲選中的不實謠言被炒作。最終，艾迪·烈明尼最終落實了這個角色。羅琳與大衛·海曼表示艾迪·烈明尼是他們飾演紐特·斯卡曼德的「首選也是唯一的選擇」。大衛·海曼指：
|  | 他不僅看起來像是生活於1926年，而且他還具備成為紐特所需的所有元素：聰明、風趣、完全英國化，而且極富同情心......。 |

烈明尼從許多不同的設計中親自選擇了其角色的魔杖，因為他喜歡它「非常簡單」而且由「有機材料製成」。烈明尼參與了兩次在《Pottermore》上關於護法咒的測驗，並且兩次都獲得相同的結果—巴吉度獵犬的護法咒。在《怪獸與葛林戴華德之罪》裡，少年時期的紐特·斯卡曼德由英國兒童演員約書亞·謝伊（Joshua Shea）飾演。

## 迴響及評價
這個角色收到了不同的迴響。紐特·斯卡曼德獲《IGN》選為「最喜歡的哈利波特角色」的第15位，它稱紐特很快把自己確立為「非常與眾不同的英雄人物」。文化評論家喬納森·麥金托什稱讚這個角色，稱他「展現出一種讓人耳目一新的非典型男子氣概」。來自《麻瓜網》的約書亞·漢森（Joshua Hansen）比起哈利·波特更喜歡紐特·斯卡曼德，並說，「別誤會我的意思，哈利仍然是我心中的摯愛...但在對我最喜歡的角色進行排名時，以蜥蜴為名字的人絕對是最拿手的。」《Looper》的一位編輯贊同紐特的角色性格如何幫助赫夫帕夫學院「步入聚光燈之下」。《衛報》的評論員很欣賞紐特·斯卡曼德的個性，並說：「所有的內彎的角度和結結巴巴的熱情，（紐特·斯卡曼德）給這個角色的重大禮物是一種嚴重的羞怯」。
在整個系列電影中飾演紐特·斯卡曼德的演員—艾迪·烈明尼，他的演出也受到了好評。他憑著電影《怪獸與牠們的產地》中的角色，獲得了《帝國獎》的「最佳男主角」。然而，許多評論人都強烈反對紐特的個性。來自《帝國雜誌》的海倫·奧哈拉（Helen O'Hara）寫道：「...他是如此的孤立和孤僻，以至於他在電影前半個小時裡，當我們真的需要他帶我們四處走動時，他幾乎沒有從友好的茫然中改變其面部表情。」《洛杉磯時報》的賈斯汀·張（Justin Chang）把紐特·斯卡曼德描述為「毫無魅力」。《Polygon》的查爾斯·布拉梅斯科（Charles Bramesco）批評紐特·斯卡曼德如何「被還押至他自己的特許經營權的邊緣」。

## 外部連結
- Newton Scamander - Harry Potter Wiki （页面存档备份，存于）（英文）
- J·K·羅琳對《怪獸與牠們的產地》的訪談（英文）